# Macron (dier)
Macron is een geslacht van weekdieren uit de klasse van de Gastropoda (slakken).

## Soorten
- Macron aethiops (Reeve, 1847)
- Macron lividus (A. Adams, 1855)
- Macron mcleani Vermeij, 1998
- Macron orcutti Dall, 1918
- Macron wrightii H. Adams, 1865